# The Crusade
The Crusade es el tercer álbum de estudio de la banda estadounidense de heavy metal Trivium, publicado el 10 de octubre de 2006 por el sello Roadrunner Records. Este álbum representa un cambio drástico con respecto al estilo de su anterior trabajo, Ascendancy, reduciendo al mínimo los elementos del metalcore. Por esta razón, el vocalista Matt Heafy canta sin guturales, con una voz muy similar a la de James Hetfield (Metallica). Como justificación, Heafy declaró: "a nosotros cuatro nunca nos gustaron mucho las bandas con gritos, y no nos gustan ninguna de las bandas actuales con gritos, así que nos preguntamos a nosotros mismos por qué lo estábamos haciendo". Sin embargo, esta característica regresó con su siguiente trabajo, Shogun. 
Algunas de las letras del disco están basadas en asesinatos famosos: "Entrance of the Conflagration" trata sobre Andrea Yates, que mató a sus cinco hijos en su bañera; "Unrepentant" cuenta la historia de Nazir Ahmad, que mató a sus tres hijas y a su hijastra; "Contempt Breeds Contamination" habla sobre la muerte de Amadou Diallo; y "And Sadness Will Sear" está basada en la muerte de Matthew Shepard.
El álbum alcanzó el puesto número 25 en el Billboard 200 estadounidense, y el séptimo lugar en el Reino Unido.  

## Lista de canciones
Todas las letras escritas por Matt Heafy.
| N.º | Título                           | Música                  | Duración |  |
| 1.  | «Ignition»                       | Matt Heafy              | 3:54     |  |
| 2.  | «Detonation»                     | Heafy                   | 4:28     |  |
| 3.  | «Entrance of the Conflagration»  | Heafy                   | 4:35     |  |
| 4.  | «Anthem (We Are the Fire)»       | Heafy, Paolo Gregoletto | 4:03     |  |
| 5.  | «Unrepentant»                    | Corey Beaulieu          | 4:51     |  |
| 6.  | «And Sadness Will Sear»          | Heafy                   | 3:34     |  |
| 7.  | «Becoming the Dragon»            | Heafy                   | 4:43     |  |
| 8.  | «To the Rats»                    | Gregoletto              | 3:42     |  |
| 9.  | «This World Can't Tear Us Apart» | Heafy                   | 3:30     |  |
| 10. | «Tread the Floods»               | Beaulieu                | 3:33     |  |
| 11. | «Contempt Breeds Contamination»  | Heafy                   | 4:28     |  |
| 12. | «The Rising»                     | Gregoletto              | 3:45     |  |
| 13. | «The Crusade» (instrumental)     | Heafy                   | 8:19     |  |

| Pistas extra en iTunes y en el sencillo de "Anthem (We Are the Fire)" |              |          |  |
| N.º                                                                   | Título       | Duración |  |
| 14.                                                                   | «Broken One» | 5:50     |  |
| 15.                                                                   | «Vengeance»  | 3:38     |  |

## Personal
- Matt Heafy: voz, guitarra
- Corey Beaulieu: guitarra, coros
- Paolo Gregoletto: bajo, coros
- Travis Smith: batería
- Jason Suecof: producción